# Umweltkostenrechnung
Die Umweltkostenrechnung ist in der Betriebswirtschaftslehre und der Umweltökonomik eine Kostenrechnung, welche die in mehreren Kostenarten verborgenen Umweltkosten transparent macht.

## Allgemeines
Die traditionelle Kosten- und Leistungsrechnung hat allgemein „die Funktion, die Höhe des tatsächlich angefallenen bzw. geplanten sachzielbezogenen Güterverbrauchs festzustellen“. Sie wird unterteilt in eine Kostenarten-, Kostenstellen- und Kostenträgerrechnung. Diese Teilkostenrechnungen erfassen die Kostenarten, Kostenstellen und Kostenträger. Die Umweltkostenrechnung dient als Konzept für die Planung, das Management und das Operationscontrolling in Unternehmen.
Aus dem Massenerhaltungsgesetz lässt sich unter anderem ableiten, dass die in den Produktionsprozess eingebrachten Produktionsfaktoren nicht vollständig in Güter oder Dienstleistungen transformiert werden können, sondern vielmehr energetische oder stoffliche Rückstände (etwa Abgase, Abwasser, Rauch, Ruß, Staub, Wärme) neben den herzustellenden Produkten anfallen und die Umwelt belasten. Eine Beanspruchung der Umwelt besteht jedoch nicht nur allein in der Emission schädlicher Stoffe, sondern auch in der Entnahme ökologisch knapper Rohstoffe und Energieträger.
Die betriebswirtschaftliche Fachliteratur begann um 1975, sich mit Investitionen in den Umweltschutz zu befassen; umweltbedingte Kosten und Erlöse aus Investitionsrechnungen folgten 1987. Untersucht wurden Produktionsunternehmen der Industrie, Agrarproduktion und das Handwerk, die zu den Hauptverursachern der Umweltverschmutzung gerechnet werden. Bei ihnen lohnt es sich besonders, Umweltkostenrechnungen aufzustellen.

## Inhalt
Der größte Teil der Umweltkosten versteckt sich in verschiedenen Kostenarten und kann durch ein traditionelles Rechnungswesen nicht transparent gemacht werden. Die Einführung der Umweltkostenrechnung macht die Umweltkosten sichtbar, so dass sie einem Kostenmanagement mit dem Ziel der Kostensenkung unterzogen werden können.
Schwerpunkt der Umweltkostenrechnung ist die systematische Erfassung, Verrechnung und gesonderter Ausweis der betrieblichen Umweltkosten. Um die Umweltkostenrechnung in das betriebliche Rechnungswesen zu integrieren, müssen die Umweltkosten in der Kostenarten- und Kostenstellenrechnung getrennt erfasst und verrechnet werden.
In der Umweltkostenrechnung können zwei Arten erfasst werden:
- Umweltschutzkosten:[9] Sind alle Kosten, die präventiv dem Umweltschutz dienen und aus der Verminderung und Verursachung von Umweltwirkungen resultieren, die vom Unternehmen auf die ökologische Umwelt ausgehen.[10] Hierzu gehören Investitionsausgaben für Umwelttechnik, aber auch Ökosteuer oder Umweltsteuern.
- Umweltnutzungskosten (Umweltbelastungskosten) sind alle Kosten, die im Rahmen der Nutzung der Umwelt entstehen.[11] Dazu gehören insbesondere Abwassergebühren, Maut oder Müllgebühren.

Der größte Teil der Umweltkosten versteckt sich in verschiedenen Kostenarten und kann durch ein traditionelles Rechnungswesen nicht transparent gemacht werden. In begrenztem Maße kann eine Flusskostenrechnung zur Transparenz beitragen, indem sie umweltrelevante Produktionsprozesse wie „Sonderabfälle beseitigen“ oder „nachhaltige Rohstoffe beschaffen“ analysiert.
Bei der Umweltkostenrechnung handelt es sich mithin sowohl um interne Umweltkosten (innerhalb des Betriebes) als auch externe Umweltkosten (außerhalb des Betriebes), die keinen engen zeitlichen Bezug zur verursachenden Aktivität aufweisen müssen. Obwohl häufig nur Kosten betrachtet werden, die betriebsintern durch die tatsächliche, allgemein bekannte und messbare Umweltbelastung (z. B. Abwasserabgabengesetz) oder die Reduzierung von Umwelteinwirkungen (z. B. CO2-Offsetting) entstehen, umfasst das moderne Verständnis von Umweltkosten auch alle emissions- und reststoffbedingten Materialflusskosten, inkl. Anschaffungs-, Personal- und Entsorgungskosten sowie Abschreibungen.

## Beispiel Ontario Hydro
Die Ontario Hydro ist einer der größten Stromversorger Nordamerikas mit acht Kraftwerken mit fossilen Brennstoffen, zwölf Kernkraftwerken und 69 Wasserkraftwerken. Bereits seit 1974 strebt das Unternehmen die Quantifizierung und Bewertung externer Effekte an. Als Monetarisierungsansätze stehen die Zahlungsbereitschaft (englisch Willingness to pay) und die Akzeptanz (englisch Willingness to accept) im Zentrum. Von 1992 bis 1999 setzten Mitarbeiter der Ontario Hydro ein eigenes Kostenrechnungssystem ein, um externe Kosten in die Unternehmenssonderrechnung zu integrieren: das sogenannte „Full Cost Accounting“ (FCA).
Beim FCA werden die internen und externen (Umwelt-)Kosten mit den Umweltwirkungen verbunden. Von den möglichen externen Effekte wurden die fünf Kategorien: Sterblichkeit, Krankheitsfolgen, Krebsfälle, Ernteausfälle und Gebäudeschäden für das Unternehmen als entscheidungsrelevant eingestuft und in das Modell des FCA integriert. Die Ontario Hydro gewann die Einsicht, dass momentane potentielle externe Kosten in naher Zukunft zu internen Kosten werden können. Das FCA wurde in ein Gesamtunternehmenskonzept eingebunden, um diese Aspekte in der strategischen Ausrichtung zu berücksichtigen. Methodische Probleme bei Erfassung, Quantifizierung und der ökonomischen Bewertung von Umweltschäden konnten durch das FCA jedoch nicht gelöst werden.

## Wirtschaftliche Aspekte
Aus Sicht der Volkswirtschaftslehre gilt die Umwelt als öffentliches Gut, für das sich kein Markt und auch kein Marktpreis herausbilden kann; es liegt Marktversagen vor. Damit erfolgt die Nutzung der Umwelt auch durch Unternehmen zu einem Preis von Null. Kommt es zur Emission von Schadstoffen durch die Industrie, müssen die Verursacher hierfür nicht zahlen. Andere Wirtschaftssubjekte werden jedoch in ihren Aktivitäten hierdurch beeinträchtigt (es treten negative externe Effekte auf), so dass der Staat zunehmend versucht, durch Internalisierung den Verursachern  Umweltkosten zu belasten.
Durch die Berechnung und verursachungsgemäße Verrechnung der Umweltkosten können vereinzelt Kostensenkungspotenziale aufgedeckt werden. Um dies zu erreichen, müssen insbesondere bei Abfall, Abwasser und Ausschuss sämtliche von diesen Stoffflüssen verursachten Kosten berücksichtigt werden. Ein vollständiges Bild dieser Kosten erhält man jedoch nur, wenn neben den Materialkosten auch die Kosten erfasst werden, die in den vorgelagerten Produktionsprozessen entstanden sind, bevor ein Stoff etwa als Abfall anfällt. Diese Kostenstruktur, welche die Umweltschutzkostenrechnung nicht aufdecken kann, wird von der Flusskostenrechnung systematisch berücksichtigt, indem sie die Stoffflüsse als Kostentreiber interpretiert. Im Gegensatz zur traditionellen Kostenrechnung und Umweltkostenrechnung bildet die Flusskostenrechnung das Kostenverhalten vollständig ab.
Eine Umweltkostenrechnung auf Basis der herkömmlichen Kostenrechnung ist vergangenheitsbezogen und macht keine Aussagen über die zukünftige Entwicklung. Wie die konventionelle Kostenrechnung weist sie zudem das Problem der plausiblen Allokation von Gemeinkosten auf die Kostenstellen und Kostenträger auf. Aus Umweltsicht ist die unzureichende Berücksichtigung externer Kosten zu bemängeln. Umweltaspekte, die keine unmittelbaren finanziellen Konsequenzen für das Unternehmen haben, bleiben im Regelfall unberücksichtigt.
Durch die Umweltkostenrechnung gewinnen Unternehmen oder einzelne Abteilungen einen Einblick in die genaue Höhe der umweltinduzierten Kosten und sind dadurch in der Lage, diese Kosten mit den entsprechenden Erträgen bzw. Leistungen zu vergleichen. Durch die Ansätze der Umweltkostenrechnung lassen sich Kostensenkungspotentiale bei gleichzeitiger Umweltentlastung ermitteln. Diese Informationen unterstützen die Unternehmensleitung bei Entscheidungen über zukünftige Aktivitäten eines Unternehmens bzw. einer Abteilung. Zudem können in vielen Fällen die Ökoeffektivität als auch die Ökoeffizienz eines Betriebes erhöht werden.

## Abgrenzung
Die konventionelle Kostenrechnung dient der Ermittlung, Dokumentierung und Analyse aller in einer Organisationseinheit (z. B. dem Unternehmen oder einer Abteilung hiervon) anfallenden Kosten und der Zuordnung dieser zu Einheiten, Aktivitäten, Prozessen oder Produkten. Sie untersucht Deckungsbeiträge einzelner Produkte sowie Einnahmen und Ausgaben der Gesamtorganisation. Die Umweltkostenrechnung hingegen beschäftigt sich mit der Erfassung von direkten und indirekten Kosten von betrieblichen Umwelteinwirkungen mit vertretbarem Aufwand, der verursachungsgerechten Verrechnung und der Berücksichtigung deren Auswirkung auf das Erreichen der betrieblichen Ziele.